# Большеарслангулово
Большеарслангу́лово (баш. Оло Арыҫланғол) — село в Хайбуллинском районе Башкортостана, входит в Абишевский сельсовет.

## История
Название восходит к оло ‘большой’ и личному имени Арыҫланғол.

## Население
| 2002 | 2010 |
| ---- | ---- |
| 175  | ↘136 |

Национальный состав
Согласно переписи 2002 года, преобладающая национальность — башкиры (100 %).

## Географическое положение
Расстояние до:
- районного центра (Акъяр): 64 км,
- центра сельсовета (Большеабишево): 8 км,
- ближайшей ж/д станции (Сара): 120 км.

Находится на левом берегу реки Сакмары.